# لوئیس فاخاردو
لوئیس فاخاردو (اسپانیایی: Luis Fajardo‎؛ زادهٔ ۱۸ ژوئن ۱۹۶۳) بازیکن فوتبال اهل کلمبیا بود.
از باشگاه‌هایی که در آن بازی کرده‌است می‌توان به باشگاه فوتبال اتلتیکو ناسیونال اشاره کرد.
وی همچنین در تیم ملی فوتبال کلمبیا بازی کرده‌است.